# Muzeum Lokalne w Łąkorzu
Muzeum Lokalne w Łąkorzu – muzeum z siedzibą we wsi Łąkorz (powiat nowomiejski). Placówka jest prowadzona przez tutejsze Stowarzyszenie Przyrody i Dziedzictwa Kulturowego pod patronatem gminy Biskupiec.
Muzeum powstało w 1995 roku. Aktualnie jego zbiory prezentowane są w następujących miejscach:
- gospodarstwie kustosza, Jana Ostrowskiego,
- 200-letniej chacie wiejskiej oraz sąsiadującej z nią kuźni (obiekt przekazany przez gminę w 1996 roku),

Dawniej część zbiorów znajdowała się w pochodzącym z XIX wieku wiatraku typu holenderskiego. Obecnie jednak stoi on na prywatnym gruncie, niszczejąc.
Zbiory muzeum obejmują eksponaty związane z kulturą ludową ziemi lubawskiej (wyposażenie izby mieszkalnej z przełomu XIX i XX wieku), historią (m.in. dawne wyposażenie szkoły), rolnictwem i rzemiosłem (odrębne wystawy poświęcone mleczarstwu i kowalstwu). Cześć dużych eksponatów (maszyny rolnicze, wozy) znajduje się w plenerze.
Zwiedzanie muzeum odbywa się po uprzednim, telefonicznym uzgodnieniu.